# Alessandro Iacobucci
Alessandro Iacobucci (Pescara, Italia, 3 de junio de 1991) es un futbolista italiano. Juega como guardameta y su equipo actual es el Vicenza de la Serie C.

## Trayectoria deportiva

### Inicios
Nacido en Pescara, Abruzzo, Iacobucci comenzó su carrera en el club Renato Curi Angolana (ubicado en Città Sant'Angelo, provincia de Pescara). Se incorporó al Mantova de la Serie B en 2007 por un contrato temporal, reuniéndose con su excompañero de equipo en Curi Angolana, Alberto Creati.

### Siena
Después de la quiebra del Mantova, fue liberado automáticamente. En julio de 2010 fue fichado por el club Siena de la Serie B. Fue uno de los suplentes de Ferdinando Coppola en el primer equipo y como primera opción en la "primavera" sub-20, por delante de Richard Gabriel Marcone. Iacobucci hizo su debut en la ronda 42 (última ronda), después de que el equipo ciertamente ascendió a la Serie A. Reemplazó a Simone Farelli en la segunda mitad.
En julio de 2011 se marchó al FC Südtirol de la tercera división italiana, por delante de Michał Miśkiewicz como primera opción. Con la llegada de Iacobucci, South Tyrol también vendió su primera opción de la temporada 2010-11, Davide Zomer a Lega Pro Seconda Divisione.

### Parma
En junio de 2012, Parma fichó a Andrea Rossi (1,8M €), Iacobucci (1,7M €) y Giuseppe Pacini (0,5M €) de Siena y vendió a Manuel Coppola (1,6M €), Alberto Galuppo (1,7M €) y Abdou Doumbia (0,5M €) a Siena, en julio Siena también fichó a Paolo Hernán Dellafiore (1,8M €) y vendió Gonçalo Brandão (1,6M €) a Parma, convirtiendo el intercambio de 8 hombres en un canje puro sin participación de efectivo.
El 28 de junio de 2012, Iacobucci firmó con el Spezia Calcio en un contrato temporal. Aquella temporada, Spezia también había fichado a Stefano Okaka, Raffaele Schiavi, Mário Rui de Parma, los jugadores a mitad de propiedad de Parma Lorenzo Crisetig (también del Inter), Matteo Mandorlini (también de Brescia) y el jugador de Siena Agostino Garofalo. El 31 de enero de 2013, se insertó un precio preestablecido en el contrato temporal de Iacobucci. La copropiedad también se terminó en enero de 2013 por una tarifa de 500 €. El préstamo de Iacobucci (100.000 €) y Gianluca Musacci (400.000 €) le había costado a Spezia 500.000 €, pero Parma también concedió una subvención de rendimiento de 200.000 € a Spezia para Musacci.
El 10 de julio de 2013, Iacobucci fue fichado por Latina.
El 7 de agosto de 2018, Iacobucci firmó con Frosinone.

## Selección nacional
Iacobucci recibió su primera convocatoria en la categoría sub-19 en agosto de 2009, por parte de Massimo Piscedda. Sin embargo, no entró en la convocatoria al amistoso de septiembre. En noviembre, recibió una convocatoria para un entrenamiento de porteros de Antonio Rocca. En diciembre, regresó al equipo Sub-19 para un campo de entrenamiento. Fue el suplente de Simone Colombi en marzo de 2010 contra Alemania.
En 2010-11 fue seleccionado para la selección Sub-21, el equipo representativo de la Serie B de Italia sub-21. Jugó una vez, contra la Selección de la Prva Liga Srbija.
En la temporada 2011-12 fue el titular habitual del equipo italiano Sub-20 en el Torneo de las Cuatro Naciones 2011-12. Solo se perdió la última ronda la cual jugó Mattia Perin. También jugó contra Ghana, partido no oficial contra Italia Sub-21 de la Serie B, contra Macedonia y Dinamarca.
En la temporada 2012-13 jugó dos veces para el Sub-21 "B", ganó contra Malta Sub-21 por 5-0 y empató sin goles con la Selección de la Liga Nacional de Fútbol de Rusia. En ambos partidos Iacobucci fue titular en la primera mitad; Fue sustituido por Alessandro Berardi en el descanso y Elia Bastianoni en el minuto 81 respectivamente.

## Clubes
| Club                 | País   | Año           | PJ  |
| -------------------- | ------ | ------------- | --- |
| Robur Siena          | Italia | 2011-2012     | 1   |
| FC Südtirol (cesión) | Italia | 2011-2012     | 33  |
| Parma                | Italia | 2012-2015     | 7   |
| Spezia (cesión)      | Italia | 2012-2013     | 24  |
| Latina (cesión)      | Italia | 2013-2014     | 42  |
| Virtus Entella       | Italia | 2015-2018     | 120 |
| Frosinone            | Italia | 2018-2021     | 5   |
| Pescara              | Italia | 2021-2022     |     |
| FC Südtirol          | Italia | 2022-2023     |     |
| Vicenza              | Italia | 2023-presente |     |

## Palmarés

### Títulos nacionales
| Título               | Equipo              | País   | Año  |
| -------------------- | ------------------- | ------ | ---- |
| Coppa Italia Serie C | L.R. Vicenza Virtus | Italia | 2023 |